# Nicolaaskerk in Kotelniki (Moskou)
De Kerk van de Heilige Nicolaas in Kotelniki (Russisch: Храм Святителя Николая в Котельниках) is een Russisch-orthodoxe Kerk in het stadsdeel Taganski van het Centraal Administratieve Okroeg van Moskou. De toevoeging "Kotelniki" is vernoemd naar de naam van de nederzetting van ambachtslieden die in het begin van de 17e eeuw hier was gevestigd.

## Geschiedenis
De kerk werd gebouwd in Empirestijl in de jaren 1822-1824 op kosten van prins Sergej Michailovitsj Golitsyn. Een eerste stenen kerk op deze plek werd gebouwd in 1688 door de familie Stroganov, die de kerk ook gebruikte als plek waar de leden van de familie werden begraven. Aan het begin van de 19e eeuw verslechterde de toestand van de kerk en tijdens de invasie van Napoleon in 1812 werd de kerk verwoest door brand. De architecten van het gebouw waren Bova en Gilardi. Metropoliet Filaret van Moskou wijdde de kerk op 24 augustus 1824 in. Op de kerk werd een koepel geplaatst met halfronde ramen die van elkaar worden gescheiden door pilasters. Het zuidelijke deel van de kerk is gedecoreerd met bas-reliëfs van de Intocht in Jeruzalem, de Aanbidding van de Drie Koningen en de Moord op de onnozele kinderen. Aan de noordkant werd een kapel gebouwd voor de Russische heiligen Zosima van Solovki en Savvaty van Solovki. De kerk kreeg een klokkentoren van twee verdiepingen. In 1873 werd een kapel gebouwd ter ere van Eudoxia van Heliopolis.

## Sovjet-periode
De kerk werd in 1932 gesloten. Een klein deel van de kerkelijke goederen werd overgebracht naar een museum en een kerk in Kolomna. Wat resteerde werd geplunderd of vernield. De kruisen, koepel, een deel van de klokkentoren en de reliëfs werden gesloopt. Na aanpassing van het gebouw werd er een chemisch laboratorium gevestigd.

## Heropening
in 1992 werd de Nicolaaskerk weer overgedragen aan de Russisch-orthodoxe kerk. In hetzelfde jaar begon een grondige restauratie. Sinds 1998 is er een kantoor van de vertegenwoordiging van de Orthodoxe Kerk in de Tsjechische Landen en Slowakije gevestigd.

## Externe links

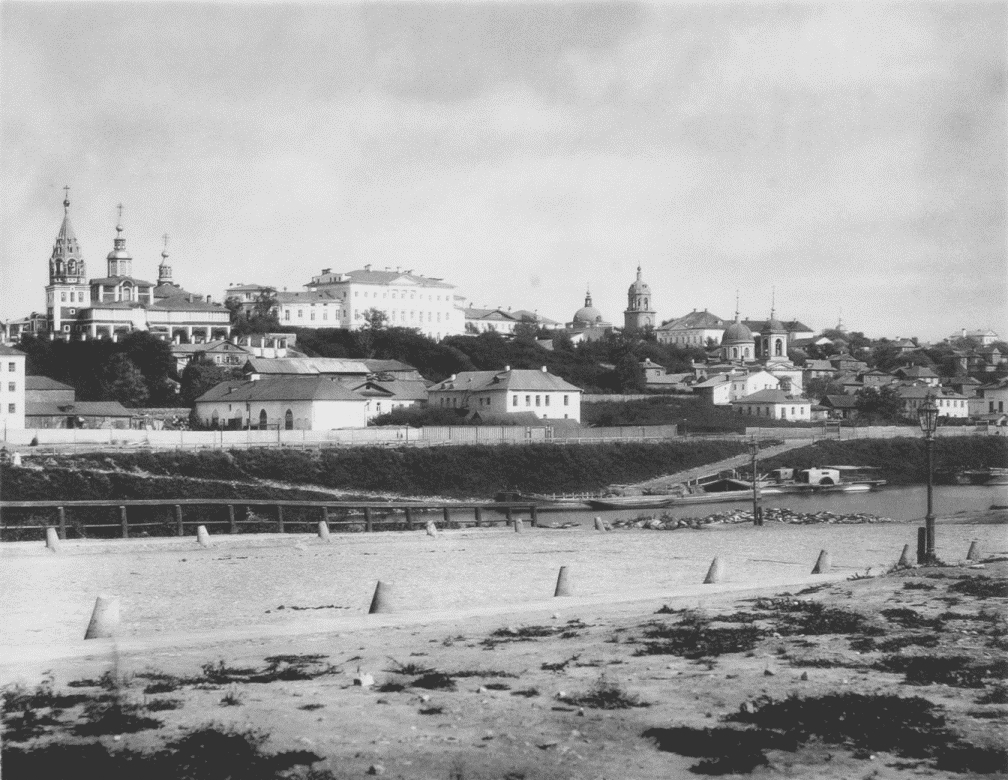
De kerk gelegen aan de Moskva (rechts), helemaal links de Nikitakerk in Taganski
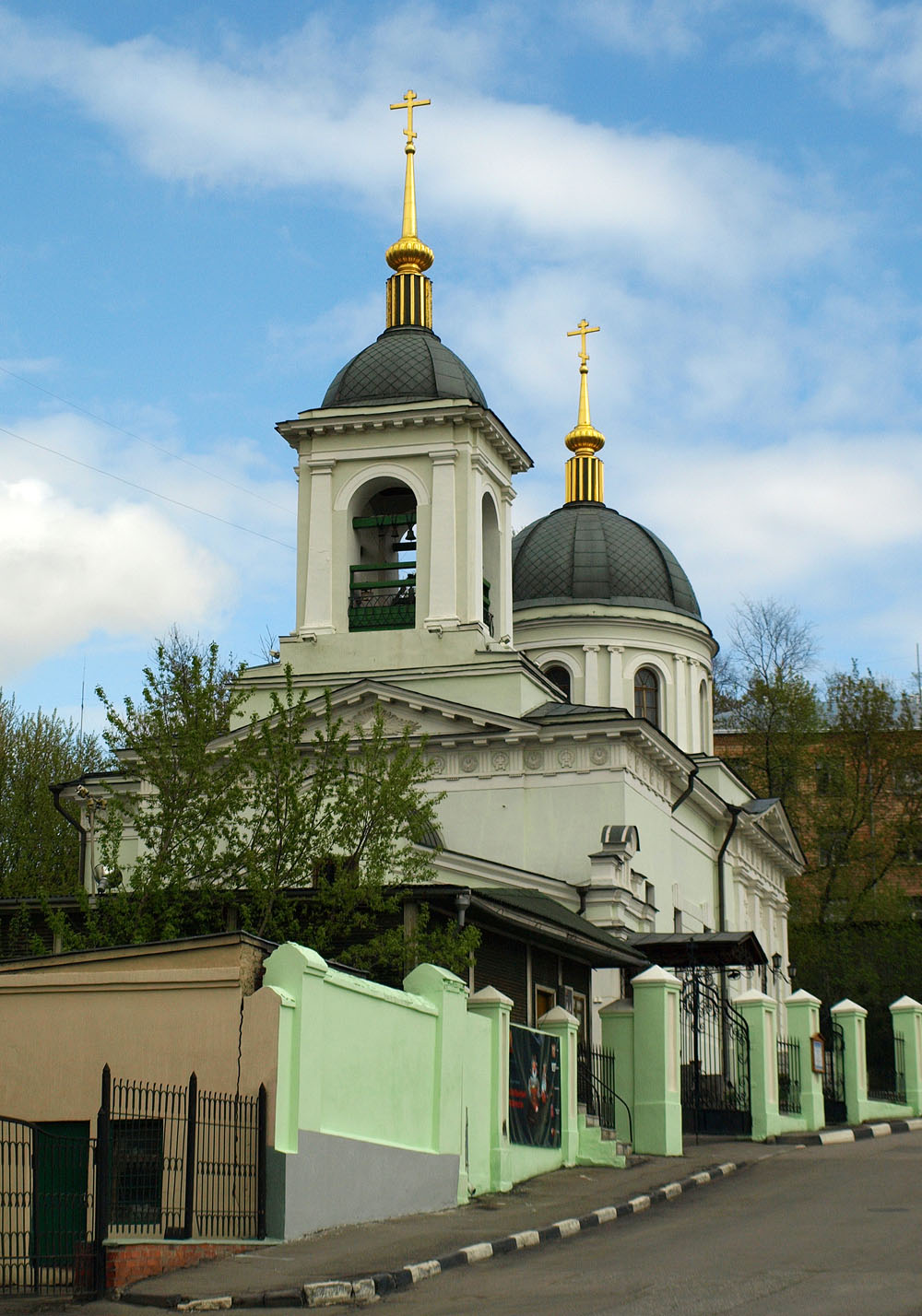
Nicolaaskerk